# Torre Colin
La Torre Colin (pron. fr. AFI: [colɛ̃]; in lingua francese Tour Colin) è una torre medievale che si erge in località La Crête, sulla destra orografica della Dora Baltea, nei pressi del ponte che dà accesso al borgo di Villeneuve, lungo la strada statale 26. È in collegamento visivo con Châtel-Argent, che si trova su di un promontorio a picco sulla sinistra orografica del fiume.

## Architettura
La torre, meglio definibile come casaforte, è una massiccia costruzione fortificata medievale che come altre torri dell'epoca, quali la tour des Cours di La Salle o il donjon del Castello Sarriod de la Tour di Saint-Pierre, nasce già con funzione residenziale oltre che difensiva. La torre, in una descrizione novecentesca dell'architetto Carlo Nigra, «mostra ancora ben conservati e robusti muri costrutti con accurato apparecchio».
La torre è stata anche comparata da Bruno Orlandoni alla domus episcopalis del Castello di Issogne, al castello di La Mothe di Arvier e alla casaforte Villette di Cogne per il caratteristico parallelepipedo massiccio che la compone, ma Mauro Cortellazzo evidenzia come la Torre Colin sia stata ancora troppo poco studiata per articolare delle ipotesi.
La torre è cinta da una merlatura ancora intatta sotto il tetto, mentre la facciata est mostra i buchi di quella che è stata la colombaia.
Così descrive il Nigra le finestre della torre:
Alla torre è stato nel tempo addossato un edificio.

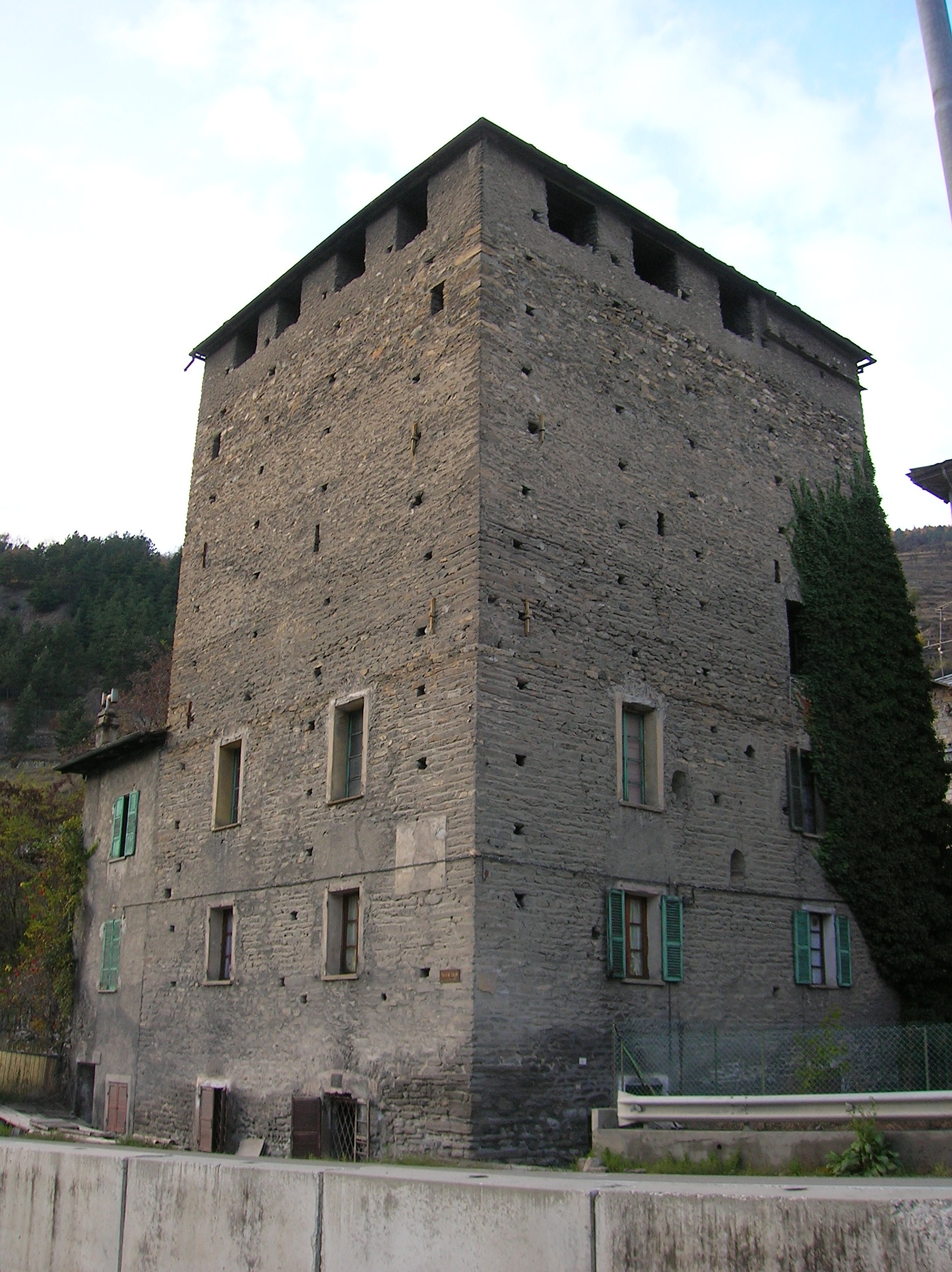
La torre dalla SS 26
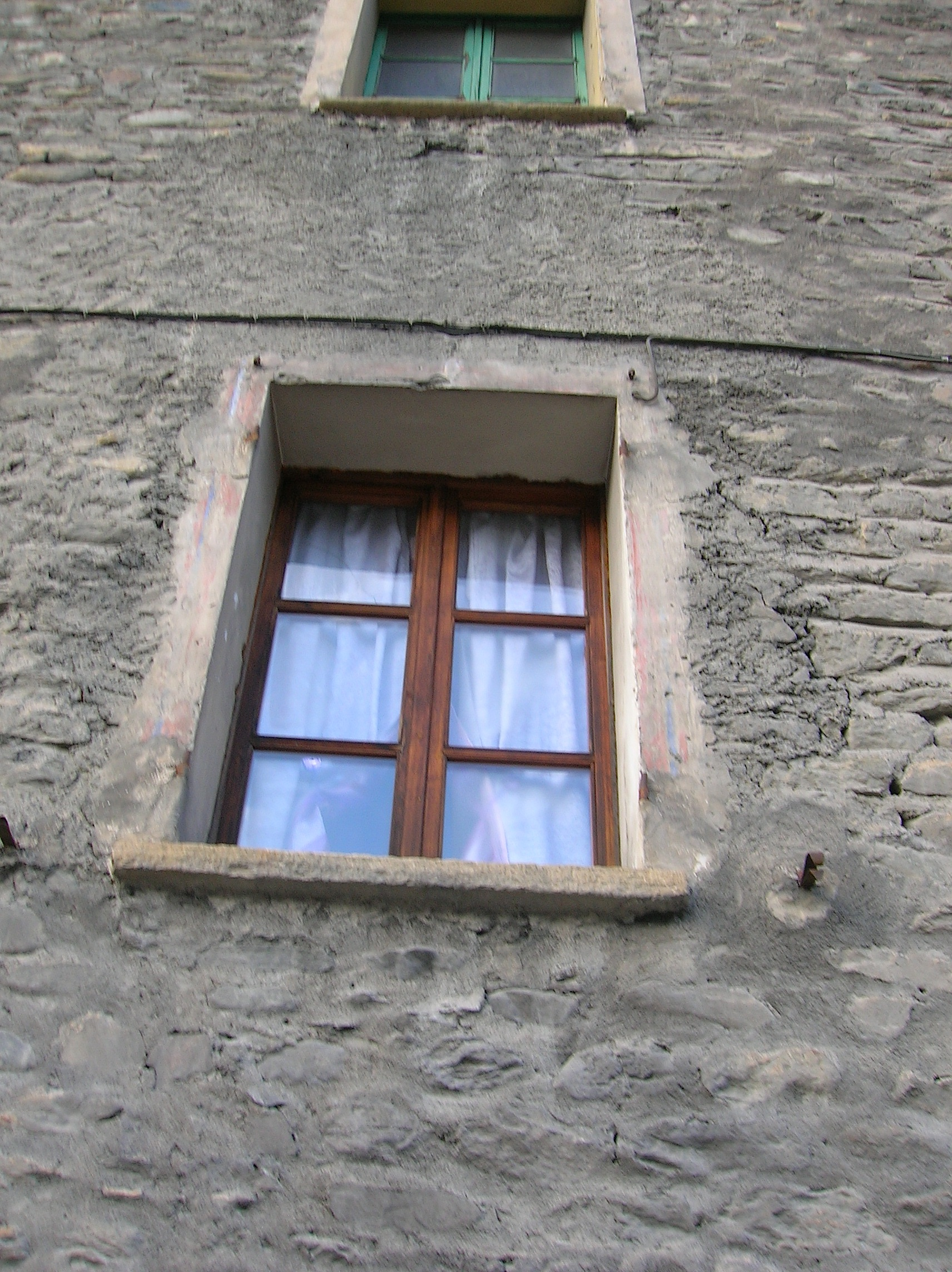
Il dettaglio di una finestra
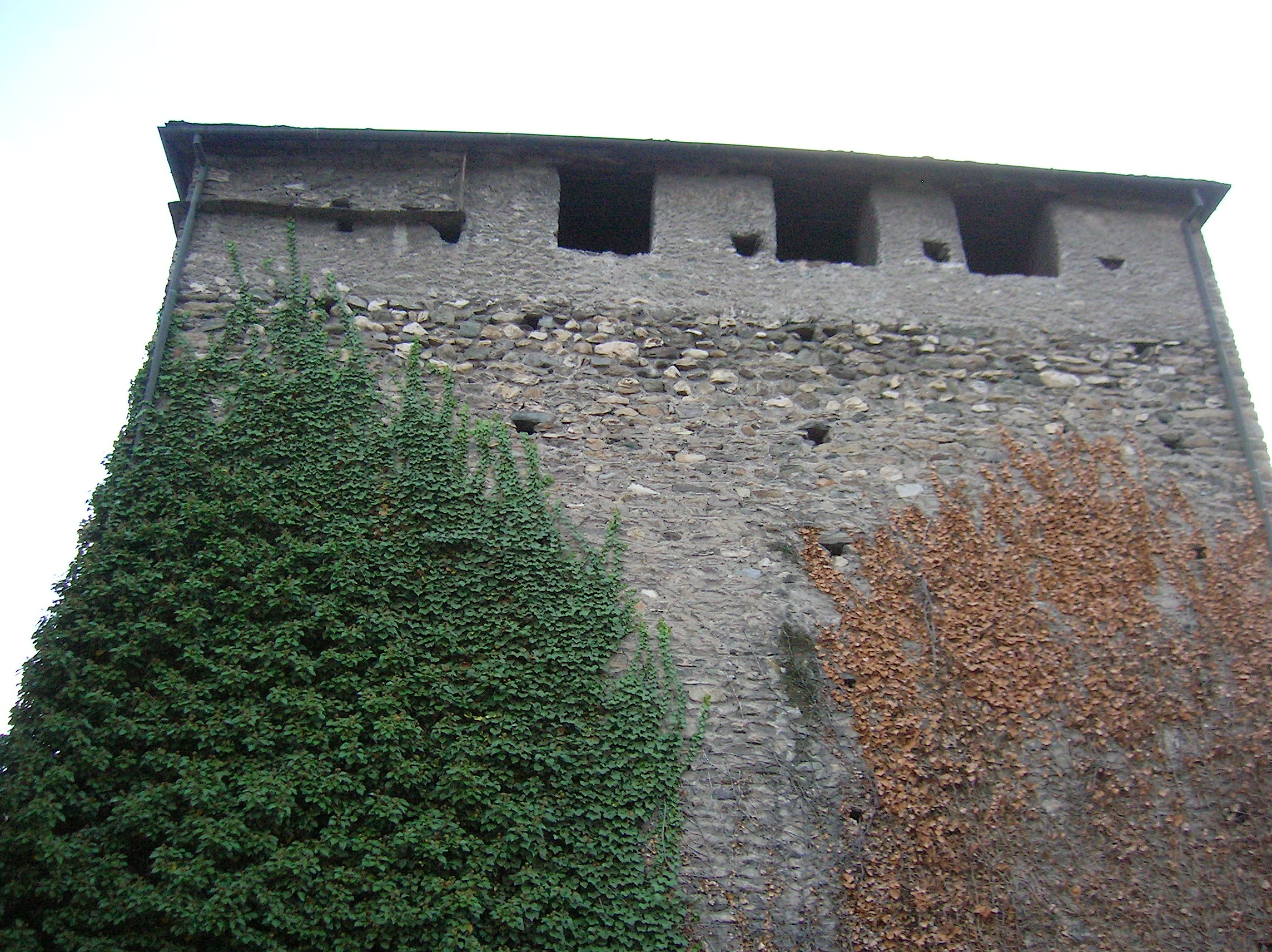
La parte terminale della torre dal lato della Stazione di Villeneuve

## Storia
La Torre Colin, del XIII secolo, secondo alcuni studiosi è stata edificata su antichi resti romani.
Indizio interessante è quello del documentarista Patrizio Vichi, che nel documentario La strada ritrovata ipotizza che l'ottavo miglio romano da Augusta Prætoria Salassorum sia a Villeneuve, mentre avrebbe localizzato «con le misurazioni la settima colonna miliare vicino alla Tour Colin».
Appartenne alla famiglia dei Gontard ed è citata per la prima volta in un documento del 1267 come casaforte Gontard (fr. Maison forte Gontard), in occasione della "presa in consegna da parte dei Commissari del Conte di Savoia".
I Gontard sfruttavano la posizione strategica della torre per chiedere il pedaggio a chi passasse sul ponte sulla Dora, passaggio obbligato per i mercanti e i pellegrini che attraversassero la Valle d'Aosta lungo la strada che collegava i valichi alpini alla Pianura padana.
Come riporta André Zanotto, la famiglia dei Gontard ci è nota a partire dalla metà del XIII secolo, mentre è documentato che nella seconda metà del XIII secolo acquistarono da Marco, membro della potente famiglia dei Signori di Bard, beni mobili e immobili parte della castellania di Châtel-Argent.
Nel 1287 il Conte Amedeo V di Savoia ricevette l'omaggio feudale dai Gontard, proprietari della Torre Colin, e dai Signori di Sancto Petro de Castro Argenteo, ossia di Châtel-Argent.
Nel 1293 i Gontard, pur dichiarando la loro sottomissione al vescovo "salvo comite", divennero anche feudatari di Ebalo I di Challant.
Nel 1319 alcuni documenti riportano che i Gontard consegnarono dei beni alla Casa Savoia e che nel triennio 1347-49 la torre Colin era definita di proprietà comune (domus communis) tra i Merlino Gontard e il Conte di Savoia.
Nel 1351 la casaforte dei Gontard venne incendiata dai Sarriod d'Introd con cui si erano messi in guerra. I Sarriod d'Introd vennero per questo obbligati a pagare i danni durante le Udienze indette dai Savoia nello stesso anno.
Durante la prima metà del XV secolo la famiglia dei Gontard si estinse e per secoli la casaforte fu destinata all'abbandono e al degrado. Nel Settecento, all'epoca in cui ne scrisse lo storico Jean-Baptiste de Tillier, la torre Colin versava in pessime condizioni, ma alla fine dell'Ottocento fu interessata da un restauro che le ha permesso di conservarsi in discreto stato fino ai giorni nostri.
Con Deliberazione della Giunta regionale 418/1999, la Tour Colin è stata classificata tra i monumenti di pregio definiti "isolati".
A gennaio 2012 in un appartamento al piano terra si è verificato lo scoppio di una bombola del gas.
Oggi la torre, abitata, appartiene a privati e non è visitabile.

## Curiosità
Durante il suo Grand Tour della Svizzera, che lo portò a dipingere numerosi paesaggi alpini, si soffermò nei pressi della torre il pittore William Turner (1775 - 1851) per ritrarre alcuni acquerelli di suggestive vedute su Châtel-Argent e sulla Tour Colin.